# Lijst van voetbalinterlands Costa Rica - Nicaragua
Deze lijst van voetbalinterlands is een overzicht van alle officiële voetbalwedstrijden tussen de nationale teams van Costa Rica en Nicaragua. De Midden-Amerikaanse landen speelden tot op heden zestien keer tegen elkaar, te beginnen met een wedstrijd tijdens het CCCF-kampioenschap 1941 op 10 mei 1941 in San José. Het laatste duel, een groepswedstrijd tijdens de CONCACAF Gold Cup 2019, werd gespeeld in de Costa Ricaanse hoofdstad op 16 juni 2019.

## Wedstrijden
| №  | Plaats          | Datum            | Competitie                          | Wedstrijd              | Uitslag |
| -- | --------------- | ---------------- | ----------------------------------- | ---------------------- | ------- |
| 1  | San José        | 10 mei 1941      | CCCF-kampioenschap 1941             | Costa Rica – Nicaragua | 7 – 2   |
| 2  | San Salvador    | 5 december 1943  | CCCF-kampioenschap 1943             | Costa Rica – Nicaragua | 7 – 0   |
| 3  | San Salvador    | 12 december 1943 | CCCF-kampioenschap 1943             | Costa Rica – Nicaragua | 3 – 2   |
| 4  | San José        | 24 februari 1946 | CCCF-kampioenschap 1946             | Costa Rica – Nicaragua | 7 – 1   |
| 5  | Panama-Stad     | 25 februari 1951 | CCCF-kampioenschap 1951             | Costa Rica – Nicaragua | 8 – 1   |
| 6  | Panama-Stad     | 3 maart 1951     | CCCF-kampioenschap 1951             | Costa Rica – Nicaragua | 4 – 1   |
| 7  | San José        | 17 maart 1953    | CCCF-kampioenschap 1953             | Costa Rica – Nicaragua | 3 – 0   |
| 8  | San José        | 16 februari 1993 | UNCAF Nations Cup 1993 kwalificatie | Costa Rica – Nicaragua | 6 – 0   |
| 9  | San José        | 19 februari 1993 | UNCAF Nations Cup 1993 kwalificatie | Nicaragua – Costa Rica | 0 – 2   |
| 10 | Guatemala-Stad  | 18 april 1997    | UNCAF Nations Cup 1997              | Costa Rica – Nicaragua | 5 – 1   |
| 11 | Colón           | 15 februari 2003 | UNCAF Nations Cup 2003              | Costa Rica – Nicaragua | 1 – 0   |
| 12 | Quesada         | 4 juni 2004      | Vriendschappelijk                   | Costa Rica – Nicaragua | 5 – 1   |
| 13 | San José        | 20 januari 2013  | Copa Centroamericana 2013           | Costa Rica − Nicaragua | 2 − 0   |
| 14 | Washington D.C. | 3 september 2014 | Copa Centroamericana 2014           | Costa Rica − Nicaragua | 3 − 0   |
| 15 | Panama-Stad     | 17 januari 2017  | Copa Centroamericana 2017           | Costa Rica − Nicaragua | 0 − 0   |
| 16 | San José        | 16 juni 2019     | CONCACAF Gold Cup 2019              | Costa Rica − Nicaragua | 4 − 0   |
| 17 | Managua         | 5 september 2025 | WK 2026 kwalificatie                | Nicaragua − Costa Rica |         |
| 18 | San José        | 13 oktober 2025  | WK 2026 kwalificatie                | Costa Rica − Nicaragua |         |

## Samenvatting
| Competitie                       | Totaal gespeeld | Winst Costa Rica | Gelijk | Winst Nicaragua | Doelsaldo Costa Rica – Nicaragua |
| -------------------------------- | --------------- | ---------------- | ------ | --------------- | -------------------------------- |
| CONCACAF Gold Cup                | 8               | 8                | 0      | 0               | 43 − 7                           |
| Copa Centroamericana             | 5               | 4                | 1      | 0               | 11 − 1                           |
| Copa Centromericana-kwalificatie | 2               | 2                | 0      | 0               | 8 − 0                            |
| Vriendschappelijk                | 1               | 1                | 0      | 0               | 5 − 1                            |
| Totaal                           | 16              | 15               | 1      | 0               | 67 − 9                           |

Wedstrijden bepaald door strafschoppen worden, in lijn met de FIFA, als een gelijkspel gerekend.

## Details

### Dertiende ontmoeting
| Copa Centroamericana 2013 (San José, Costa Rica, 20 januari 2013): |       |           |
| Costa Rica                                                         | 2 – 0 | Nicaragua |
| Cristian Lagos 7' Celso Borges 86'                                 | goals |           |

### Veertiende ontmoeting
| Copa Centroamericana 2014 (Washington D.C., Verenigde Staten, 3 september 2014): |       |           |
| Costa Rica                                                                       | 3 – 0 | Nicaragua |
| Celso Borges 39' (pen.) Marco Ureña 49' Johan Venegas 86'                        | goals |           |

FEDEFUTBOL · A-internationals · Selecties · Bondscoaches · Costa Ricaans vrouwenelftal · Costa Rica U21 · Costa Rica U20 · Costa Rica U19 · Costa Rica U18 · Costa Rica U17
1920 – 1949 ·
1950 – 1969 ·
1970 – 1979 ·
1980 – 1989 ·
1990 – 1999 ·
2000 – 2009 ·
2010 – 2019 ·
2020 − 2029
Copa América 1997 · 
Copa América 2001 · 
Copa América 2004 · 
Copa América 2011 · 
Copa América 2016
WK 1990 · 
WK 2002 · 
WK 2006 · 
WK 2014 · 
WK 2018
OS 1980 · 
OS 1984 · 
OS 2004
1921 · 
1922–1929 · 
1930 · 
1931–1934 · 
1935 · 
1936–1937 · 
1938 · 
1939 · 
1940 · 
1941 · 
1942 · 
1943 · 
1944–1945 · 
1946 · 
1947 · 
1948 · 
1949 · 
1950 · 
1951 · 
1952 · 
1953 · 
1954 · 
1955 · 
1956 · 
1957 · 
1958 · 
1959 · 
1960 · 
1961 · 
1962 · 
1963 · 
1964 · 
1965 · 
1966 · 
1967 · 
1968 · 
1969 · 
1970 · 
1971 · 
1972 · 
1973 · 
1974–1975 · 
1976 · 
1977–1978 · 
1979 · 
1980 · 
1981–1982 · 
1983 · 
1984 · 
1985 · 
1986 · 
1987 · 
1988 · 
1989 · 
1990 · 
1991 · 
1992 · 
1993 · 
1994 · 
1995 · 
1996 · 
1997 · 
1998 · 
1999 · 
2000 · 
2001 · 
2002 · 
2003 · 
2004 · 
2005 · 
2006 · 
2007 · 
2008 · 
2009 · 
2010 · 
2011 · 
2012 · 
2013 · 
2014 · 
2015 · 
2016 · 
2017 ·
2018 ·
2019 ·
2020 ·
2021 ·
2022 ·
2023 ·
2024
Argentinië ·
Aruba ·
Australië ·
Bahama's ·
Barbados ·
België ·
Belize ·
Bermuda ·
Bolivia ·
Bosnië en Herzegovina ·
Brazilië ·
Canada ·
Chili ·
China ·
Colombia ·
Cuba ·
Curaçao ·
Dominicaanse Republiek ·
Duitsland ·
Ecuador ·
El Salvador ·
Engeland ·
Finland ·
Frankrijk ·
Grenada ·
Griekenland ·
Guatemala ·
Guyana ·
Haïti ·
Honduras ·
Hongarije ·
Ierland ·
Iran ·
Italië ·
Jamaica ·
Japan ·
Joegoslavië ·
Kameroen ·
Marokko ·
Mexico ·
Nederland ·
Nederlandse Antillen ·
Nicaragua ·
Nieuw-Zeeland ·
Nigeria ·
Noord-Ierland ·
Noorwegen ·
Oekraïne ·
Oezbekistan ·
Oman ·
Oostenrijk ·
Panama ·
Paraguay ·
Peru ·
Polen ·
Puerto Rico ·
Qatar ·
Rusland ·
Saint Kitts en Nevis ·
Saint Vincent en de Grenadines ·
Saoedi-Arabië ·
Schotland ·
Servië ·
Slowakije ·
Sovjet-Unie ·
Spanje ·
Suriname ·
Trinidad en Tobago ·
Tsjechië ·
Tsjecho-Slowakije ·
Tunesië ·
Turkije ·
Uruguay ·
Venezuela ·
Verenigde Arabische Emiraten ·
Verenigde Staten ·
Wales ·
Zuid-Afrika ·
Zuid-Korea ·
Zweden ·
Zwitserland
Brazilië (2018) ·
China (2002) · 
Duitsland (2006) · 
Ecuador (2006) · 
Engeland (2014) · 
Griekenland (2014) · 
Italië (2014) ·
Nederland (2014) · 
Polen (2006) · 
Servië (2018) ·
Spanje (2022) ·
Turkije (2002) · 
Uruguay (2014) ·
Zwitserland (2018)
FNF · 
A-internationals · 
Nicaraguaans vrouwenelftal
Anguilla ·
Argentinië ·
Bahama's ·
Barbados ·
Belize ·
Bermuda ·
Bolivia ·
Colombia ·
Costa Rica ·
Cuba ·
Curaçao ·
Dominica ·
Dominicaanse Republiek ·
El Salvador ·
Ghana ·
Guatemala ·
Guyana ·
Haïti ·
Honduras ·
Iran ·
Jamaica ·
Kaaimaneilanden ·
Mexico ·
Montserrat ·
Nederlandse Antillen ·
Panama ·
Paraguay ·
Peru ·
Puerto Rico ·
Saint Kitts en Nevis ·
Saint Vincent en de Grenadines ·
Suriname ·
Trinidad en Tobago ·
Turks- en Caicoseilanden ·
Uruguay ·
Venezuela ·
Verenigde Staten